# Morte di una strega (romanzo)
Morte di una strega (titolo originale Death of Jezebel) è un romanzo poliziesco del 1948 di Christianna Brand. Il romanzo è stato pubblicato da Arnoldo Mondadori Editore nel 1994 nella collana Il Giallo Mondadori con il numero 2382. Morte di una strega è un giallo enigma in cui l'investigatore si trova alle prese con un delitto impossibile.

## Trama
Nell'enorme struttura dell'Elysian Hall di Londra, Isabel Drew sta organizzando uno spettacolo di rievocazione storica: undici cavalieri in armatura che rendono omaggio alla regina d'Inghilterra. Tuttavia secondo qualcuno Isabel è responsabile del suicidio di Johnny Wise, avvenuto sette anni prima nel 1940, e vuole vendicarsi uccidendo le persone coinvolte nello spettacolo, addirittura sotto gli occhi del pubblico.

## Edizioni
- Christianna Brand, Morte di una strega, collana Il Giallo Mondadori, traduzione di Oriella Bobba, Arnoldo Mondadori Editore, 1994.